# Assemblée nationale législative (Deuxième République)
Pour les articles homonymes, voir Assemblée nationale française (homonymie), Assemblée nationale législative et Assemblée législative.
L’Assemblée nationale législative était le Parlement français institué par la constitution de 1848 régissant la IIe République. Son unique législature fut élue les 13 et 14 mai 1849 et entra en fonction le 28 mai.
Elle entra rapidement en conflit avec le président de la République Louis-Napoléon Bonaparte, et fut dissoute lors du coup d’État du 2 décembre 1851.

## L'Assemblée contre les républicains

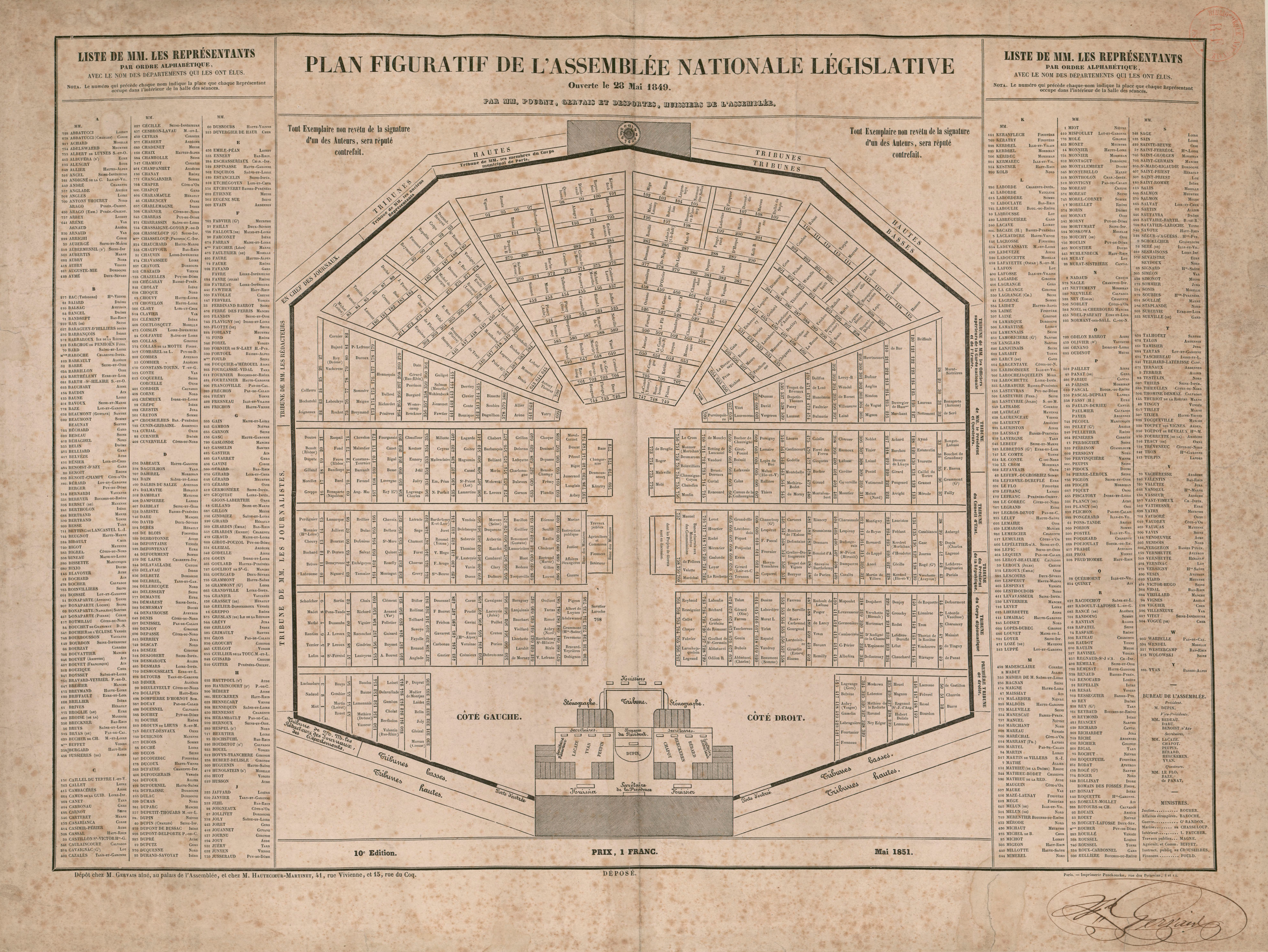
Plan figuratif de l'Assemblée nationale législative ouverte le 28 mai 1849.

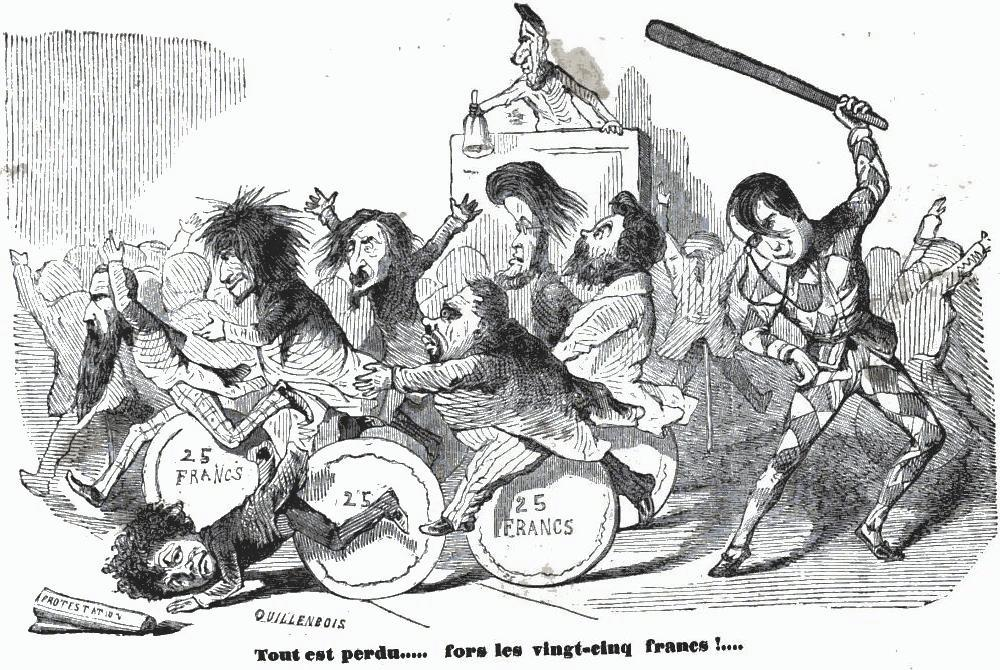
« Tout est perdu... fors les vingt-cinq francs ! »
Caricature de Quillenbois (La Mode, 27 juillet 1850).

Les élections des 13 et 14 mai 1849, ont donné une large majorité de sièges (64 %) au Parti de l'Ordre c'est-à-dire au regroupement des conservateurs de toutes tendances (légitimistes, orléanistes et bonapartistes), tous adversaires de la République. Les républicains sont divisés entre les modérés qui ne disposent que de 11 % des sièges (une centaine) et les démocs-socs aux idées sociales plus affirmées qui ont obtenu 25 % des voix et 25 % des sièges. Le président de la République Louis-Napoléon Bonaparte doit confirmer à la tête du gouvernement un des chefs du parti de l'Ordre, Odilon Barrot.
L'assemblée entreprend de réduire les acquis démocratiques obtenus au moment de la révolution de février 1848. Mais il lui faut neutraliser ses adversaires républicains. La politique extérieure lui en fournit le prétexte. Depuis avril 1849, un corps expéditionnaire français a débarqué dans les États pontificaux pour s'opposer aux républicains romains qui ont chassé le pape Pie IX. Mis en veilleuse dans l'attente des résultats des élections françaises, le corps expéditionnaire attaque Rome le 3 juin. L'article 5 de la Constitution de 1848 affirmant que "la République française... n'emploie jamais la force contre la liberté d'aucun peuple", les "démocs-socs", le 11 juin, demande à l'Assemblée de mettre en accusation le président de la République et le gouvernement. Cette demande est rejetée par 361 voix contre 202. Pour protester, les démocs-socs organisent le 13 juin une manifestation pacifique à Paris. L'armée sous les ordres du général Changarnier disperse les manifestants dont certains tentent de résister dans les bâtiments du Conservatoire national des arts et métiers. L'Assemblée décrète l'État de siège dans les Ire (Paris) et VIe (Lyon) régions militaires. Trente quatre députés démocs-socs sont poursuivis devant la Haute Cour (nombre d'entre eux sont en fuite dont Alexandre Ledru-Rollin, Félix Pyat, Charles Delescluze et Victor Considerant). Des troubles graves ont lieu à Lyon le 15 juin (près de 80 soldats et 150 ouvriers sont blessés ou tués et il y a 1 500 arrestations), à Vienne, Grenoble, Perpignan, Valence, Strasbourg et dans l'Allier plus de 15 000 paysans ont pris les armes et tiennent quelques cantons. Néanmoins le mouvement républicain radical est décapité.
Pour museler la propagande républicaine, l'Assemblée réduit la liberté de la presse. Les délits de presse sont étendus à l'offense au Président de la République, à la provocation auprès des militaires pour les inciter à désobéir, à la souscription publique pour collecter des fonds destinés à payer les amendes. Le cautionnement est augmenté. Parallèlement l'autorisation préalable à la publication est imposée aux brochures, gravures et livres. La loi du 24 mars 1849 sur l'interdiction des clubs politiques est prorogée.
Cependant la grande question est celle de l'enseignement, lieu stratégique de la formation des citoyens. Là s'affrontent les tenants d'une école républicaine échappant au contrôle de l'Église catholique (projet présenté en 1848 par Hippolyte Carnot lorsqu'il était ministre de l'Instruction publique) et les partisans d'un rôle éminent de l'Église catholique dans la formation des jeunes français (position défendue par le parti de l'Ordre). En août 1849, l'assemblée ferme l'École d'administration fondée par Hippolyte Carnot en 1848 pour former les élites administratives de la nation. La loi Parieu du 11 janvier 1850 soumet les instituteurs au contrôle des préfets et de le l'Église catholique. Et surtout la loi Falloux du 15 mars 1850 organise la liberté de l'enseignement primaire et secondaire au grand bénéfice de l'Église catholique qui obtient de plus un droit de contrôle sur l'organisation et le contenu de l'enseignement public.
La lutte antirépublicaine s'intensifie après les élections complémentaires du 10 mars 1850. Il s'agit de remplacer les 31 députés déchus de leur mandat par la Haute Cour à la suite de la manifestation du 13 juin 1849. Seize départements (sur 83) sont concernés. L'alliance des républicains modérés et des démocs-socs leur permet d'obtenir 21 sièges (dont les 10 sièges de Saône-et-Loire et les 3 sièges de Paris). Après invalidation pour vice de forme de 6 députés en Saône-et-Loire, le 28 avril de nouvelles élections confirment les précédentes. Les possédants paniquent: la rente 5 % baisse fortement, les épargnants retirent leurs fonds des caisses d'épargne, certains (comme Montalembert) envoient leur famille à l'étranger! Aussi, le 31 mai 1850, par 433 voix pour et 241 voix contre, l'Assemblée vote une loi électorale très restrictive. Pour être électeur il faut désormais avoir 3 années continues de résidence. Tous les ouvriers nomades de l'industrie et de l'artisanat, alors très nombreux, se trouvent ainsi évincés du suffrage universel masculin. Le nombre d'électeurs passe de 9,6 millions à 6,8 millions. Le XIIe arrondissement de Paris, très ouvrier, perd 80 % de ses électeurs, le quartier Saint-Sauveur de Lille en perd 85 %, le département du Rhône en perd 40 %... le 8 juin, la loi Rouher permet la détention des détenus politiques dans une enceinte fortifiée. Le 16 juillet 1850, une nouvelle loi sur la presse est votée par 386 voix contre 256. Le cautionnement est porté à 50 000 francs, le droit de timbre est rétabli et les articles doivent être signés. Le 30 juillet la censure des théâtres est rétablie par 352 voix contre 194, les spectacles doivent recevoir une autorisation préalable. Une série de lois entre mars et juillet dissolvent les sociétés de secours mutuels afin d'interdire toute résistance ouvrière. Enfin le 12 décembre 1850, la loi autorise les particuliers à demander le partage des terrains communaux, ce qui gêne considérablement les ouvriers agricoles et les petits propriétaires qui y trouvaient un complément de ressources.

## Le Président de la République contre l'Assemblée
Le conflit entre le président de la République Louis-Napoléon Bonaparte et le parti de l'Ordre (majorité de l'Assemblée) débute dès l'élection présidentielle de 1848. Mais tant que les républicains restent une menace (jusqu'en juin 1849) Bonaparte doit composer avec ceux qui ont soutenu sa candidature. Ne disposant pas encore d'assez de partisans, il doit accepter, le 2 juin 1849, un deuxième gouvernement Odilon Barrot, bénéficiant de l'appui de la majorité de l'Assemblée.
Mais, le 30 octobre, le président de la République démet le gouvernement et forme dès le 31, un ministère extra-parlementaire, composé d'hommes à sa dévotion, sous la direction nominale du général d'Hautpoul. L'Assemblée laisse faire, car pour satisfaire le parti de l'Ordre, le gouvernement révoque les hauts fonctionnaires républicains mis en place dans les premiers mois de la révolution de 1848 ; cependant il les remplace par des bonapartistes. Pour gagner la reconnaissance des propriétaires (grands et petits), le gouvernement supprime l'impôt additionnel de 17 centimes sur le foncier. Pour obtenir l'appui de l'armée, la solde des sous officiers est augmentée. Surtout le gouvernement promulgue la loi Falloux sur l'enseignement qui comble les attentes des catholiques. Mais pour compromettre la majorité, Louis Napoléon Bonaparte promulgue les lois électorale du 31 mai 1850 qui attaque le suffrage universel et celle du 16 juillet 1850 sur la presse, qui restreint encore la liberté d'expression.

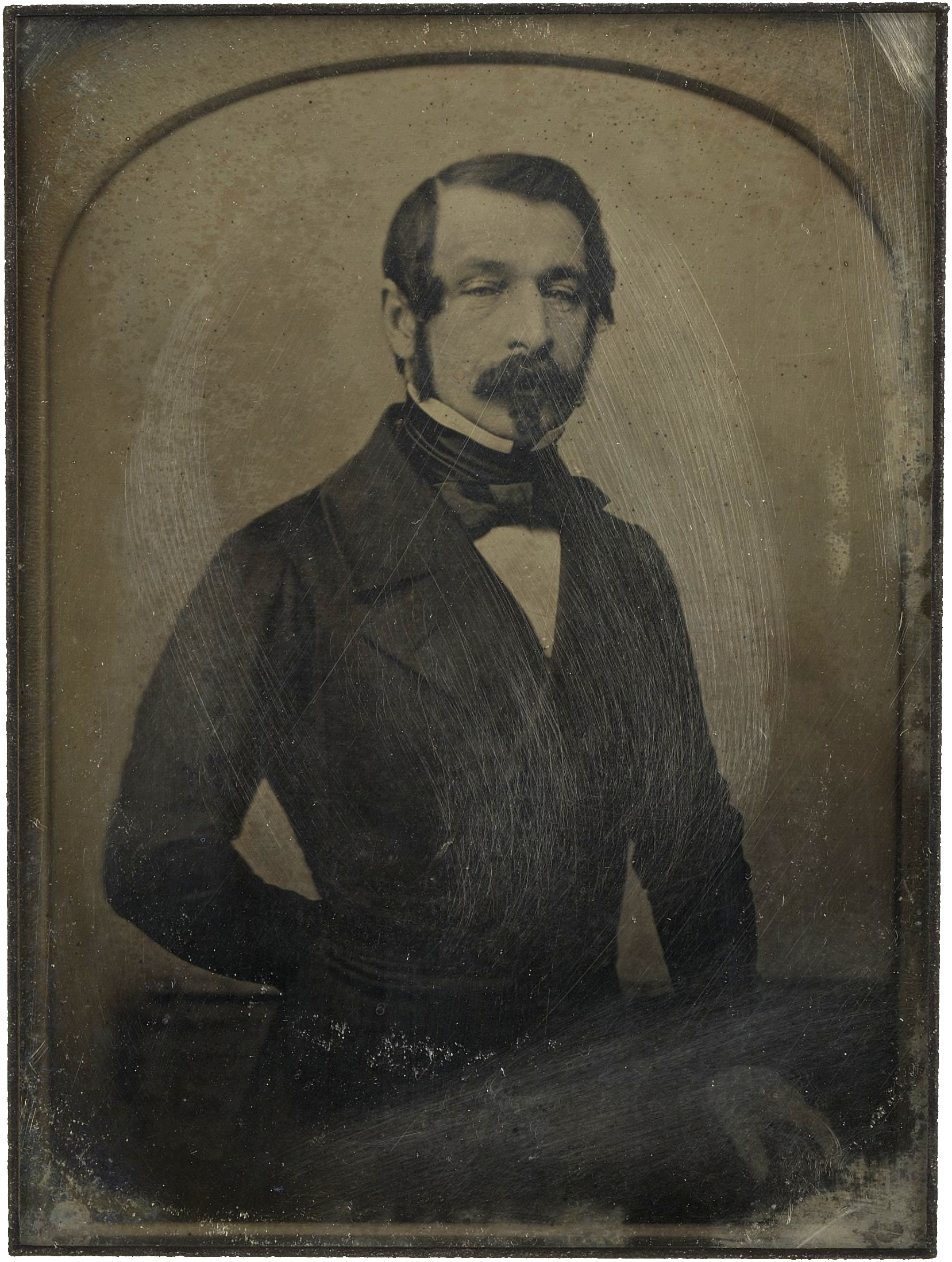
Louis-Napoléon Bonaparte, président de la République
(daguerréotype, vers 1851).

Mais une question hante le monde politique: en mai 1852, les mandats de l'Assemblée et du président prennent fin. La situation est surtout critique pour Bonaparte. La constitution de 1848, lui interdit de se représenter. Le président veut obtenir une révision de l'article 45, révision qui lui permettrait de se représenter et porterait le mandat présidentiel à 10 ans. Pour obtenir la révision il faut l'accord des trois quarts de l'Assemblée. Or l'Assemblée y est opposée. Le parti de l'Ordre est cependant divisé sur l'avenir. En août 1850, la mort du roi Louis-Philippe Ier (exilé en Angleterre) lui semble propice pour régler le problème. Le parti imagine que le prétendant légitimiste au trône, le comte de Chambord, 29 ans et sans enfant pourrait avoir pour successeur le prétendant orléaniste, le comte de Paris (12 ans). Mais le premier veut rétablir une monarchie de droit divin alors que le second est le symbole d'une monarchie libérale. La fusion monarchiste ne semble pas possible. Adolphe Thiers, un des chefs du parti de l'Ordre souhaiterait alors l'élection à la présidence d'un des fils de Louis-Philippe pour préparer le retour d'une monarchie constitutionnelle.
Méthodiquement les bonapartistes vont organiser la conquête de l'opinion. En juin, une augmentation substantielle du montant de la liste civile présidentielle permet de subventionner des journaux comme Le napoléon ou le Moniteur du Soir qui attaquent la politique de l'Assemblée. En novembre le journal Le Constitutionnel jusque-là dépendant de Thiers passe dans le camp présidentiel. Pendant l'été 1850, Louis Napoléon Bonaparte fait des déplacements dans les départements. En août, il se rend en Bourgogne et à Lyon (régions républicaines) et y dénigre la politique de l'Assemblée. Par contre en septembre, en Normandie, région conservatrice, il prône l'ordre et l'autorité. Les préfets demandent aux conseils généraux des départements de proposer une révision de la Constitution (52 sur 83 y sont favorables). En octobre, au camp de Satory près de Versailles, une altercation oppose les militaires bonapartistes à ceux partisans du général légitimiste Changarnier, cumulant illégalement le commandement de l'armée de Paris et de la garde nationale. Le vice-président du Conseil d'Hautpoul doit démissionner et est remplacé par le général Jean Paul Adam Schramm.
La lutte continue entre le président et le parti de l'Ordre. Le 2 janvier, le président destitue le général Changarnier, remplacé par des bonapartistes le général Perrot (Garde nationale) et le général Baraguey d'Hilliers (Armée de Paris). Le 9 janvier, un nouveau ministère est formé. Pierre Jules Baroche, Achille Fould, de Parieu et Rouher conservent leur portefeuille, le ministère de la Guerre échoit au général Auguste Regnaud de Saint-Jean d'Angély. Mais l'assemblée après une vigoureuse intervention de Thiers refuse par 415 contre 286. Un ministère de "techniciens" (dont Schneider) est formé. Le 10 mai, un ministère de compromis animé par Léon Faucher est constitué: y cohabitent des bonapartistes et des monarchistes. Le 31 mai 1851, une proposition de loi de révision de la Constitution est déposée. Le 1er juin à Dijon, Louis Napoléon affirme se "mettre à la disposition de la France" qui veut le changement contre l'inertie de l'assemblée législative. Après discussion où s'opposent partisans (Tocqueville, Berryer, Falloux, Victor de Broglie) et adversaires (Louis Eugène Cavaignac, Adolphe Thiers, Rémusat, Jules Dufaure, Lamoricière et Victor Hugo, qui emploie pour la première fois l'image de "Napoléon le petit") de la révision celle-ci est rejetée, le 19 juillet 1851, par 446 voix contre 270 (il aurait fallu 543 voix pour). Il ne reste donc plus aux bonapartistes que la solution du coup d'État. Reste à le justifier. Pendant l'ajournement estival de l'assemblée (9 août-4 novembre), le président pour se donner une posture démocratique, demande, le 4 octobre, l'abrogation de la loi électorale de mai 1850 et renvoie le ministère Léon Faucher. Le 27 octobre le général de Saint-Arnaud, un des acteurs du coup d'État, est nommé ministre de la Guerre et Maupas, autre conspirateur, devient préfet de Police de Paris. Le 13 novembre, par 355 voix contre 348 l'Assemblée refuse d'abroger la loi. Elle vient de signer sa disparition. Le 2 décembre, l'armée occupe Paris, l'assemblée est dissoute, de nombreux députés sont arrêtés et le suffrage universel masculin sans restriction est rétabli. Le 3 décembre un ministère de combat Rouher-Morny est nommé par le président et prépare le changement de Constitution en faveur de Louis Napoléon Bonaparte.